# ATP Challenger Teneriffa
Das ATP Challenger Teneriffa (offiziell: Tenerife Challenger) ist ein Tennisturnier, das 1993 und 2009 in Teneriffa stattfand und seit 2021 erneut ausgetragen wird. Es gehört zur ATP Challenger Tour und wird im Freien auf Hartplatz gespielt. Austragungsort ist ab 2008 die Abama Tennis Academy in der Gemeinde Guía de Isora.

## Liste der Sieger

### Einzel
| Jahr                         | Sieger                  | Finalgegner            | Ergebnis        |
| ---------------------------- | ----------------------- | ---------------------- | --------------- |
| 2025 (2)                     | Pablo Carreño Busta (2) | Filip Misolic          | 6:3, 6:2        |
| 2025 (1)                     | Pablo Carreño Busta (1) | Alejandro Moro Cañas   | 6:3, 6:2        |
| 2024 (3)                     | Michail Kukuschkin      | Matteo Gigante         | 6:2, 2:0 aufgg. |
| 2024 (2)                     | Matteo Gigante (2)      | Stefano Travaglia      | 6:2, 6:4        |
| 2024 (1)                     | Brandon Nakashima       | Pedro Martínez         | 6:3, 6:4        |
| 2023 (3)                     | Matteo Gigante (1)      | Stefano Travaglia      | 6:3, 6:2        |
| 2023 (2)                     | Matteo Arnaldi          | Raul Brancaccio        | 6:1, 6:2        |
| 2023 (1)                     | Alexander Schewtschenko | Sebastian Ofner        | 7:5, 6:2        |
| 2022: nicht ausgetragen      |                         |                        |                 |
| 2021                         | Tallon Griekspoor       | Feliciano López        | 6:4, 6:4        |
| 2010–2020: nicht ausgetragen |                         |                        |                 |
| 2009                         | Marco Chiudinelli       | Paolo Lorenzi          | 6:3, 6:4        |
| 1994–2008: nicht ausgetragen |                         |                        |                 |
| 1993                         | José Francisco Altur    | Jean-Philippe Fleurian | 7:6, 6:4        |

### Doppel
| Jahr                         | Sieger                                    | Finalgegner                                     | Ergebnis           |
| ---------------------------- | ----------------------------------------- | ----------------------------------------------- | ------------------ |
| 2025 (2)                     | Alexander Merino Christoph Negritu        | Daniel Cukierman Joshua Paris                   | 2:6, 6:3, [10:8]   |
| 2025 (1)                     | Íñigo Cervantes Daniel Rincón             | Nicolás Álvarez Varona Iñaki Montes de la Torre | 6:2, 6:4           |
| 2024 (3)                     | Sander Arends Sem Verbeek                 | Marco Bortolotti Sergio Martos Gornés           | 6:4, 6:4           |
| 2024 (2)                     | Petr Nouza Patrik Rikl                    | Sander Arends Sem Verbeek                       | 6:4, 4:6, [11:9]   |
| 2024 (1)                     | Vasil Kirkov Luis David Martínez          | Karol Drzewiecki Piotr Matuszewski              | 3:6, 6:4, [10:3]   |
| 2023 (3)                     | Andrew Harris Christian Harrison (2)      | Luke Johnson Sem Verbeek                        | 7:66, 6:74, [10:8] |
| 2023 (2)                     | Christian Harrison (1) Shintarō Mochizuki | Matteo Gigante Francesco Passaro                | 6:4, 6:3           |
| 2023 (1)                     | Victor Vlad Cornea Sergio Martos Gornés   | Patrik Niklas-Salminen Bart Stevens             | 6:3, 6:4           |
| 2022: nicht ausgetragen      |                                           |                                                 |                    |
| 2021                         | Nuno Borges Francisco Cabral              | Jeevan Nedunchezhiyan Purav Raja                | 6:3, 6:4           |
| 2010–2020: nicht ausgetragen |                                           |                                                 |                    |
| 2009                         | Philipp Petzschner Alexander Peya         | James Auckland Joshua Goodall                   | 6:2, 3:6, [10:4]   |
| 1994–2008: nicht ausgetragen |                                           |                                                 |                    |
| 1993                         | Ģirts Dzelde Andrei Merinow               | Jonas Björkman Michael Mortensen                | 6:3, 6:4           |